# آتاکو
آتاکو (تولیما) (به اسپانیایی: Ataco) یک سکونتگاه مسکونی در کلمبیا است که در بخش تولیما واقع شده‌است.